# 河野文彦
河野 文彦（こうの ふみひこ、1896年（明治29年）11月22日 - 1982年（昭和57年）8月11日）は、日本の航空技術者、実業家。三菱重工業社長。栃木県大田原市生まれ。次女は岩倉具忠の夫人。　　　

## 略歴
1921年、東京帝国大学工学部機械科を卒業し、三菱内燃機製造に入社する。
三菱内燃機製造では機体設計を担当した。
1937年、陸軍九七式司令部偵察機の主任設計技師を務める（同機の試作機の1機は朝日新聞社に払い下げられ、ロンドンへの飛行を実施した「神風号」として著名になった）。このほか、海軍の九六式艦上戦闘機や零式艦上戦闘機などの軍用機の設計に関与した。
三菱重工第一製作所、川崎機器製作所各所長を経て、1950年に三菱日本重工取締役となる（同年、三菱重工業は財閥解体により3社に分割）。戦後もビジネス機MU-2や、航空自衛隊がアメリカ合衆国から導入したF-104戦闘機の製造を担当した。
1964年、分割された各社の再合併により三菱重工業が復活すると副社長に就任し、翌年社長に昇格する。会長（1969年）を経て1973年に相談役となった。社外では日本経済団体連合会副会長を務めた。